# Pueblo lampung
Los lampung o lampungeses (ulun lampung en lampung api; jamma lappung en lampung nyo) son un grupo étnico indígena originario de Lampung y algunas partes del sur de Sumatra, especialmente en la región de Martapura, en la regencia de Empat Lawang; en el distrito de Muaradura, en la regencia de Ogan Komering Ulum meridional; en el distrito de Kayu Agung, en la regencia de Ogan Komering Ilir; en el distrito de Tanjung Raja, en la regencia de Ogan Ilir), y en Bengkulu, (en el distrito de Merpas, en la regencia de Kaur), así como en la costa suroeste de Bantén, (en Cikoneng, en la regencia de Serang). Hablan el idioma lampung, una lengua lampungica que se estima tiene 1,5 millones de hablantes.

## Orígenes

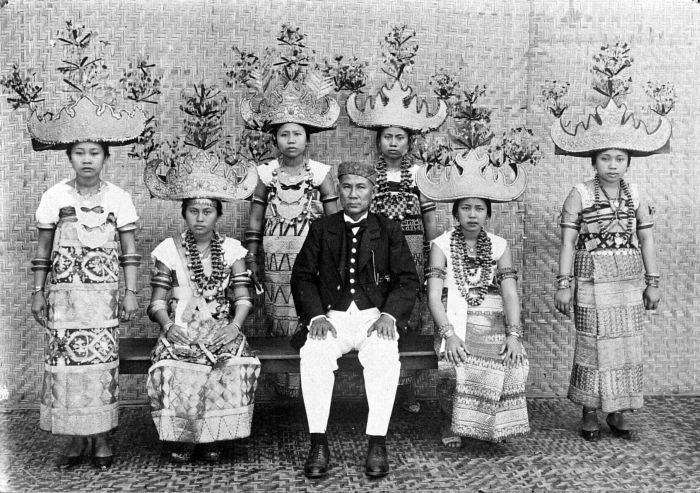
Un grupo de bailarinas con un tocado distinguido de Lampung en traje completo, 1929.

Los orígenes del pueblo lampung están estrechamente ligados al propio nombre de Lampung. En el siglo VII los chinos ya habían mencionado un lugar en el sur (Nampang), del que se decía que era el lugar del reino de Tolang Pohwang. La ubicación del territorio del antiguo reino podría referirse al área de la regencia de Tulang Bawang  o alguna región a lo largo del río Tulang Bawang, como sugiere el profesor Gabriel Ferrand (1918). Existe una fuerte evidencia de que Lampung era parte del imperio Srivijaya, con su capital en Jambi, que gobernó partes de la región del sudeste asiático, incluida Lampung, hasta el siglo XI.
En las crónicas de Taiping Huanyu Ji del siglo V d. C., se registraron los nombres de los estados de Nan-hai (océano del Sur), entre los cuales se mencionaron los estados de To-lang y Po-hwang. El estado de To-lang se mencionó solo una vez, pero el estado de Po-hwang se mencionó muchas veces, ya que este estado envió emisarios a China en los años 442, 449, 451, 459, 464 y 466.
Se dice que también existe un reino Tulangbawang, aunque la idea surgió simplemente de la unificación de los dos nombres en las crónicas chinas.

## Costumbres
Originalmente, el linaje del pueblo lampung provenía del reino de Sekala Brak. Sin embargo, en su sentido habitual, el pueblo lampung se desarrolló y se dividió en dos grupos, los saibatin lampungs (costeros) y los pepadun lampungs (del interior). Las costumbres de los saibatin son bien conocidas por poseer una aristocracia gobernante, mientras que las costumbres de los pepadun, que surgieron más tarde, tenían valores democráticos, desarrollados en oposición a los valores aristocráticos de los saibatin.

### Saibatin lampungs

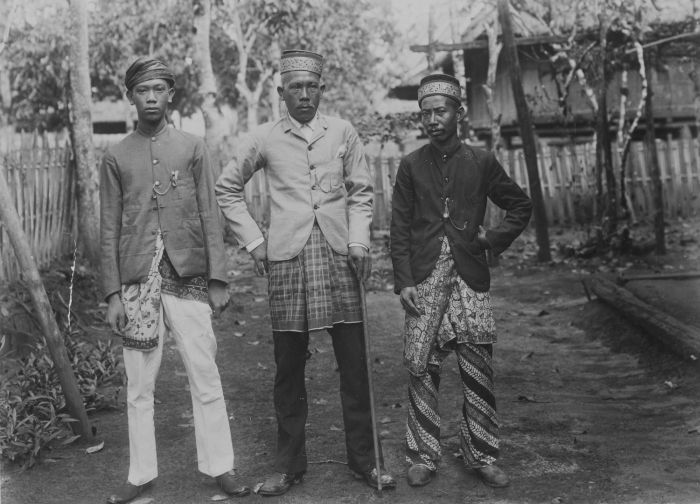
Un jefe de aldea junto al río Way Umpu, en Lampung, 1901.

Los saibatin lampungs ocupan las regiones tradicionales de Labuhan Maringgai, Pugung, Jabung, Way Jepara, Kalianda, Raja Basa, Teluk Betung, Padang Cermin, Cukuh Balak, Way Lima, Talang Padang, Kota Agung, Semaka, Suoh, Sekincau, Batu Brak, Belalau, Liwa, Pesisir Krui, Ranau, Martapura, Muara Dua y Kayu Agung (cuatro de estas ciudades se encuentran en la provincia de Sumatra del Sur). También viven en Cikoneng, Pantai Bantén, incluyendo Merpas, y en la regencia de Bengkulu del Sur. Los saibatin lampungs también se conocen a menudo como pesisir (costeros) lampungs porque la mayoría de ellos vivían a lo largo de la costa este, sur y oeste de Lampung.

### Pepadun lampungs
Los pepadun lampungs o pedalaman (interior) lampungs están formados por los abung siwo mego, que viven en siete regiones tradicionales: Kotabumi, Seputih Timur, Sukadana, Labuhan Maringgai, Jabung, Gunung Sugih y Terbanggi; los mego pak tulangbawang, que viven en cuatro regiones: Menggala, Mesuji, Panaragan y Wiralaga; los Pubian Telu Suku, que viven en ocho regiones: Tanjungkarang, Balau, Bukujadi, Tegineneng, Seputih Barat, Padang Ratu, Gedungtataan y Pugung, y los sungkay-way kanan buay lima, que viven en nueve regiones: Negeri Besar, Ketapang, Pakuan Ratu, Sungkay, Bunga Mayang, Blambangan Umpu, Baradatu, Bahuga y Kasui.

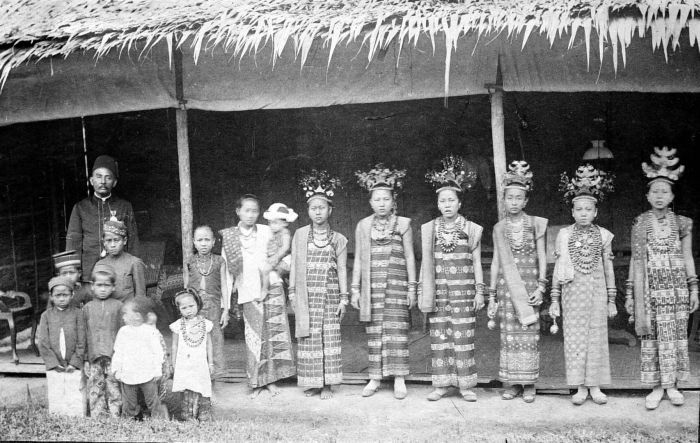
Niñas lampung en traje de baile en la época de las Indias Orientales Holandesas.

## Vida filosófica
La vida filosófica del pueblo lampung está contenida en el manuscrito Kuntara Raja Niti, que consiste en los siguientes principios:
- Piil-pusanggiri: Es una vergüenza hacer un trabajo despreciable de acuerdo con la religión y la autoestima.
- Juluk-adok: la personalidad se ajusta al título habitual que uno lleva.
- Nemui-Nyimah : Mantenerse en contacto unos con otros visitando y recibiendo invitados con gusto.
- Nengah-nyampur: Ser activo en el compañerismo comunitario y no ser individualista.
- Sakai-sambaian: Brindar asistencia mutua en la comunidad.

Los valores filosóficos mencionados anteriormente se denotan con el símbolo de las cinco flores decorativas del sello Lampung.

## Idioma

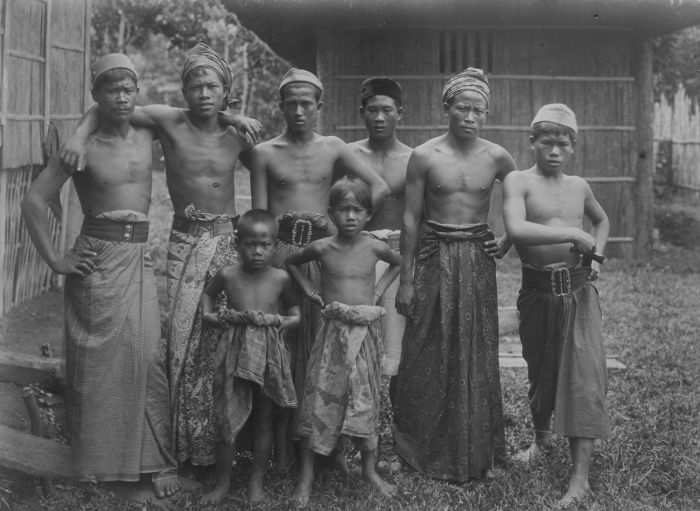
Un grupo de hombres y niños de la aldea de Negeri Batin, distrito de Blambangan Umpu, regencia de Way Kanan, Lampung, 1901.

El idioma lampung es el idioma utilizado por los lampung en Lampung, el sur de Palembang y la costa oeste de Bantén. Este idioma se clasifica en su propia rama de los idiomas malayo-polinesios occidentales (lenguas) lampungas) y está estrechamente relacionado con el malayo, el sundanés y el javanés. El idioma lampung tiene dos dialectos principales, que son los dialectos api y nyo. El dialecto api es hablado por la gente de Sekala Brak, Melinting Maringgai, Darah Putih Rajabasa, Balau Telukbetung, Semaka Kota Agung, Pesisir Krui, Ranau, Komering y Daya (aquellos que practican las costumbres de los saibatin lampungs), e incluyen Way Kanan, Sungkai y Pubian (los que practican las costumbres de los pepadun lampungs). El dialecto nyo es utilizado por la gente de Abung y Tulangbawang (aquellos que practican las costumbres de los pepadun lampungs). Según el Dr. Van Royen, hay dos clasificaciones del idioma lampung, que son el dialecto belalau o dialecto api y el dialecto abung o dialecto nyo. El komering, hablado por los komering, también forma parte de los idiomas lampungicos, pero en su mayoría se considera un idioma independiente propio, separado del propio lampung, ya que el pueblo komering tiene una cultura diferente a la del pueblo lampung.

## Escritura lampung
La escritura lampung que se conoce como had lampung es una forma de escritura que está relacionada con la escritura pallawa del sur de la India. Es una forma de escritura fonética basada en sílabas, similar a las vocales que se usan en las letras árabes, que usan el signo de fathah en la fila superior y el signo de kasrah en la fila inferior, pero no usa el signo de dammah en la primera fila a menos que la marca se use en la parte posterior. Cada marca tiene su propio nombre.
Esto muestra que la escritura lampung está influenciada por dos elementos, a saber, la escritura pallawa y la escritura árabe. La escritura lampung también tiene una forma de parentesco con la escritura rencong, la escritura rejang, la escritura bengkulu y la escritura bugis. El lampung constaba de letras principales, subletras, letras dobles y grupos de consonantes, así como también símbolos, números y puntuación. La escritura lampung también se conoce como KaGaNga, un término para una escritura que se escribe y lee en una dirección de izquierda a derecha con 20 letras principales.
La escritura tradicional lampung ha sufrido cambios a lo largo de la historia, volviéndose menos compleja que la versión antigua. Esta versión refinada es lo que se enseña en las escuelas hoy.

## Personas notables de Lampung
Estadistas y políticos:
- Aburizal bakrie
- Ryamizard Ryacudu
- Bagir Manán
- Siti nurbaya

Médicos y políticos:
- Julián Aldrin Pasha

Reporteros y periodistas:
- Udo Z Karzi

Luchadores por la libertad:
- Radin Inten II (Keratuan Darah Putih)

## Otras lecturas
- Ahmad Fauzie Nurdin (1994), Fungsi Keluarga Bagi Masyarakat Lampung Dalam Meningkatkan Kualitas Sumber Daya Manusia, Departemen Pendidikan dan Kebudayaan, Kantor Wilayah Propinsi Lampung, Bagian Proyek Pengkajian dan Pembinaan Nilai-Nilai Budaya Lampung, OCLC 67317529.
- Toto Sucipto (2003), Kebudayaan Masyarakat Lampung Di Kabupaten Lampung Timur, Kementerian Kebudayaan dan Pariwisata, Balai Kajian Sejarah dan Nilai Tradisional Bandung, Proyek Pemanfaatan Kebudayaan Daerah Jawa Barat, OCLC 82367280.
- Portal:Indonesia. Contenido relacionado con Indonesia.

- Datos: Q1801725
- Multimedia: Lampung people / Q1801725